# Mangsi
Mangsi, oficialmente Mangsee,
es un barrio rural  del municipio filipino de tercera categoría de Balábac perteneciente a la provincia  de Paragua en Mimaro,  Región IV-B.
En 2007 Mangsee contaba con  7.239 residentes.

## Geografía
El municipio insular de Balábac se encuentra situado en el extremo meridional de la provincia. Lo forman la isla de Balábac y otras menores: Pandanán, Bugsuk, Bancalaán, Ramos y de Mangsi
Linda al norte con la isla de  La Paragua, considerada continental;  al sur con el estrecho de Balábac que nos separa de  las islas de Balambangan y de Banguey (Banggi), adyacentes a la de Borneo y  pertenecientes al estado de Sabah en Malasia;  al este con Mar de Joló; y a poniente con el Mar del Oeste de Filipinas.
Este barrio, insular,  se encuentra 40 kilómetros al sureste de la isla de Balábac y a escasos 8 de las costas de Malasia.
Linda al norte con el canal de Lumbucán;
al sur con isla de Banguey (Banggi), adyacente a la de Borneo;
al este con el mar del Oeste de Filipinas, estrecho de Balábac;
y al oeste con el mar de Joló.
Comprende el arrecife coralino de Coy Coy (Mangsi Great Reef) y también varias islas e islotes: Salingsingán, Mangsi del Norte y Mangsi del Sur.

### Demografía
El barrio  de Mangsi contaba  en mayo de 2010 con una población de 8.433 habitantes.

## Historia
Balábac formaba parte de la provincia española de  Calamianes, una de las 35 del archipiélago Filipino, en la parte llamada de Visayas. Pertenecía a la audiencia territorial  y Capitanía General de Filipinas, y en lo espiritual a la diócesis de Cebú.
De la provincia de Calamianes se segrega la Comandancia Militar del Príncipe, con su capital en Príncipe Alfonso, en honor del que luego sería el rey Alfonso XII, nacido en 1857.